# Західна Ліца (річка)
Західна Ліца (рос. Западная Лица; фін. Litsajoki, також Велика Західна Ліца рос. Большая Лица, Лица) — річка у Росії, в Кольському районі Мурманської області. Витік річки розташований на схилі плато Кучінтундра, впадає в однойменну губу Мотовської затоки Баренцева моря. Річка протікає через озера Мемек'явр, Довге, Горбате, Нож'явр і Куїрк'врлубол. Найбільша притока — Леб'яжка. Загальна довжина річки 101 км; площа басейну — 1690 км².
Поблизу річки розташоване місто Заозерськ. Через річку перекинуті залізничний і автомобільний міст автомобільної магістралі «Кола». У гирлі, на березі губи розташована база ВМФ Західна Ліца. У роки німецько-радянської війни по річці проходила лінія фронту.